# Anfang
Der Anfang, auch Beginn genannt, ist der zeitliche oder räumliche Ausgangspunkt eines Vorgangs oder einer Sache. Dabei kann es sich um einen einmaligen Neuanfang als auch um einen wiederholten Anfang handeln (z. B. Jahresanfang).
Ein Anfang kann mehrere Folgen haben. Das Gegenteil zum Anfang ist das Ende oder der Schluss, jedoch muss nicht jeder Anfang zwangsläufig zu einem Ende führen. Zudem kann ein Ende auch aus mehreren Anfängen resultieren.

## Zeitlicher Anfang
Der Anfang ist der Ursprung in einem linearen Zeitverlauf, wobei der Zeitpfeil vom Anfang zum Ende zeigt. Mit dem Beginn einer Handlung oder Aktion nimmt sie ihren Anfang. Vor dem Anfang einer bewussten Handlung liegt eine Entscheidung.

## Räumlicher Anfang
Der räumliche Beginn eines Gegenstandes ist oft undefiniert. Linearen Objekten, wie Fäden oder Straßen wird dagegen durchaus ein „Anfang“ zugestanden. Strukturierte Informationen wie beispielsweise ein Text sind ohne wohldefinierte Anfänge nicht nutzbar.

## Anfang der Welt
Der Anfang der Welt ist als Schöpfungsmythos Kernpunkt vieler Religionen. Innerhalb der Naturwissenschaften beschäftigt sich die Kosmologie mit dem Beginn des heutigen Universums. Deren Standardmodell sieht am Anfang den Urknall, der die Entstehung von Raum und Zeit ermöglichte. Über den Anfang selbst, jenseits der Planck-Zeit, können jedoch auch von der modernen Physik keine klaren Aussagen getroffen werden.

## Anfang in der Philosophie
Bereits in der Philosophie der Antike spielte die Frage nach dem Anfang eine große Rolle. Bei den Vorsokratikern bestand sie vor allem in der Frage nach der Arché als Frage nach dem Anfang des Seienden, nach einem Urstoff (= Stoff aus dem alles besteht) oder Urprinzip (= Gesetzlichkeit von (Entstehung/Vergehen) der Welt).
Nach dem Schweizer Philosophen Emil Angehrn kann der Anfang auf drei verschiedene Weisen erfahren werden:
1. Als Eröffnung eines Freiraums
2. Als das Freigeben von Möglichkeiten
3. Als Einsetzung einer herrschenden Gewalt

In Abgrenzung zum Anfang definiert Angehrn den Ursprung als etwas, „zu dem wir zurückkehren, […] [eine] bergende Heimat oder verschlingende Urmacht“.

## Anfang in der Literatur
In der Literatur wird dem Anfang von Texten, besonders von epischen Werken und hier insbesondere dem Anfang von Romanen, große Bedeutung beigemessen, da dieser einen großen Anteil daran haben soll, ob das Interesse des Lesers geweckt wird. So sind Anfänge und insbesondere die ersten Sätze Gegenstand wissenschaftlicher Untersuchung. Ebenso große Aufmerksamkeit erfährt auch der Schluss literarischer Werke.
Die Stiftung Lesen veranstaltete 2007 den Wettbewerb Der schönste erste Satz, bei dem aus über 17.000 Einsendungen „Ilsebill salzte nach“ (Günter Grass: Der Butt) als ebendieser gewählt wurde. Den zweiten Platz belegte Kafkas Einstieg in die Erzählung Die Verwandlung: „Als Gregor Samsa eines Morgens aus unruhigen Träumen erwachte, fand er sich in seinem Bett zu einem ungeheueren Ungeziefer verwandelt.“.  Zum Anfang einer Novelle finden sich in den Tagebüchern Franz Kafkas folgende Überlegungen:

„Anfang jeder Novelle zunächst lächerlich. Es scheint hoffnungslos, daß dieser neue, noch unfertige, überall empfindliche Organismus in der fertigen Organisation der Welt sich wird erhalten können, die wie jede fertige Organisation danach strebt, sich abzuschließen. Allerdings vergißt man hierbei, daß die Novelle, falls sie berechtigt ist, ihre fertige Organisation in sich trägt, auch wenn sie sich noch nicht ganz entfaltet hat; darum ist die Verzweiflung in dieser Hinsicht vor dem Anfang einer Novelle unberechtigt; ebenso müßten Eltern vor dem Säugling verzweifeln, denn dieses elende und besonders lächerliche Wesen hatten sie nicht auf die Welt bringen wollen. Allerdings weiß man niemals, ob die Verzweiflung, die man fühlt, die berechtigte oder die unberechtigte ist. Aber einen gewissen Halt kann diese Überlegung geben, das Fehlen dieser Erfahrung hat mir schon geschadet.“

Neben der Behandlung von Anfang und Ende literarischer Werke, thematisieren auch literarische Werke selbst unterschiedlichste Anfänge. Beispielhaft zu nennen ist der Frühlingsbeginn als Metapher für den Anfang der Epoche der Aufklärung im Osterspaziergang (Faust I, Goethe).

## Anfang in der Biologie
In der Biologie spielt die Frage nach dem Beginn des Lebens eine große Rolle. Hierbei wird diskutiert, ab welchem Zeitpunkt man von Leben auf der Erde sprechen kann, also ab welchem Grad der Komplexität aus chemischen Prozessen ein Lebewesen wird.
Eine ähnliche, jedoch deutlich konkretere Fragestellung ergibt sich in der Frage nach der Zulässigkeit von Schwangerschaftsabbrüchen, hier wird diskutiert, ab wann speziell das menschliche Leben beginnt.

## Zitate
- Im Anfang schuf Gott Himmel und Erde. – Bibel (1. Buch Mose)
- Im Anfang war das Wort. – Bibel (Johannes-Evangelium)
- Im Anfang war die Tat. – Goethe (Faust I)
- Der Anfang ist ein Dasein, vor welchem eine Zeit vorhergeht, darin das Ding, welches anfängt, noch nicht war. – Immanuel Kant (Kritik der reinen Vernunft, B 482)
- Am Anfang war das Feuer – Film von Jean-Jacques Annaud
- Im Anfang war der Wasserstoff – Buch von Hoimar von Ditfurth
- Auf Anfang – Filmtitel
- Und jedem Anfang wohnt ein Zauber inne – Hermann Hesse (Stufen)